# Prionoxanthia
Pygopteryx là một chi bướm đêm thuộc họ Noctuidae.